# Blind Faith (álbum)
Blind Faith es el álbum debut del supergrupo, Blind Faith, que estaba formado por Eric Clapton (The Yardbirds, Cream), Ginger Baker (Graham Bond Organisation, Cream), Steve Winwood (Spencer Davis Group, Traffic) y Ric Grech (Family).

## Grabación e impacto
Empezaron a trabajar los temas del álbum a principios de 1969, y en febrero estaban en Morgan Studios, Londres, comenzando la grabación, que seguiría entre abril y mayo en Olympic Studios bajo la producción de Jimmy Miller, para completarse después de una gira por Escandinavia y, una gira de verano por Estados Unidos. El álbum fue publicado por "Atco", en Estados Unidos y por Polydor en el Reino Unido en agosto de 1969.
Este primer álbum del grupo llegó a lo más alto de las lista británicas y estadounidenses en su primera semana. De hecho, llegó al puesto 1 en la lista de Billboard en Estados Unidos y al puesto 40 de la lista de álbumes de R&B.
En el año 2001 se editó una versión extendida, con temas inéditos y jam sessions de la grabación original. Dos temas grabados en un concierto en Hyde Park, Sleeping In The Ground de Sam Myers y la canción de los Rolling Stones, "Under My Thumb", se pueden encontrar la caja recopilatoria de Steve Winwood.

## Controversia de la portada
Considerada como una de las portadas icónicas del rock a nivel mundial, la carátula del disco generó una fuerte polémica en su tiempo (y aún hasta hoy) por los efectos que provocó y por sus múltiples interpretaciones. En ella aparece una menor de edad desnuda sosteniendo un jet futurista, mientras mira al espectador con un rostro relativamente neutro y con la boca semiabierta.  
Al momento del lanzamiento, se generó una fuerte polémica de parte de los medios de comunicación, distribuidores y, especialmente, la empresa que tenía los derechos  de la grabación en Estados Unidos, Nadie quiso hacerse responsable de una portada donde se la tildaba de promover la sexualidad adolescente, de la mano de una menor, quien estaría sosteniendo un supuesto símbolo fálico.
La portada, que es obra del célebre fotógrafo y artista visual Bob Seidemann (famoso por sus trabajos junto a Janis Joplin y Grateful Dead, entre otros), resultó ser un punto de inflexión en su carrera, ya que meses antes debió abandonar San Francisco debido a las deudas y a la precariedad en que había caído por el abuso constante de las drogas, propias del circuito artístico de la época. Ya radicado en Londres, fue contactado por Eric Clapton para realizar el icónico trabajo, debido a la amistad entre ambos. 
En entrevistas posteriores, Bob Seidemann habría asegurado que encontró a su "modelo" en el Metro de la ciudad. En un primer momento esta habría aceptado posar para el disco pero, debido a su extrema timidez y porque a su edad de 14 años podría verse "algo adulta" en la fotografía, sería su hermana de 11 años de edad, Mariora Goschen, quien tomó finalmente el papel de figura para la portada del álbum, previa autorización de sus padres. La niña habría pedido un caballo como pago por su trabajo. A cambio, recibió una compensación de 40 Libras Esterlinas. 
Frente a la polémica sobre la sexualización de una menor de edad, sosteniendo un "símbolo fálico", Seidemann ha declarado que esa teoría es absolutamente absurda y contraria a su idea original. En varias entrevistas dadas durante los años posteriores y especialmente en los años 1990, aseguró que la menor simboliza la inocencia (por eso su edad y su desnudo) y lo que sostiene en sus manos sería una especie de "fruta del conocimiento", que es representada por una nave espacial. Seidemann, ha declarado que "la imagen simboliza el logro de la creatividad humana y su expresión a través de la tecnología de una nave espacial. La inocencia sería la portadora de los ideales a través de una niña. Una chica tan joven como Julieta de Shakespeare. La nave espacial sería el fruto del árbol de la ciencia y la niña, el fruto del árbol de la vida”.
No importando la explicación, la carátula del célebre disco no fue entendida en su época. Debido a esto, la discográfica decidió editar el álbum con una portada alternativa a último momento, donde se ve a los integrantes del grupo en un recorte fotográfico en blanco y negro posando tras una sesión de estudio. Clapton y los integrantes de Blind Faith amenazaron con no lanzar el disco si no se respetaba la carátula original, pero al final la discográfica y también ante el posible escándalo que podría haberse desatado en Estados Unidos, pudieron más que los deseos de sus autores. 
En reediciones posteriores del disco, se intentó honrar la idea del grupo y del concepto de Bob Seidemann, reestrenando la fotografía de Mariora Goschen, tapando parte de sus senos con el nombre de la banda. Hoy si se desea adquirir las canciones y el álbum completo de forma digital, la portada del disco muestra el arte original de 1969. Sitios de streaming de música como Spotify, también han elegido mostrar la carátula sin censura. 
En 1994, cuando el disco cumplió 25 años de vida, Mariora Goschen indicó en una entrevista que nunca le molestó su desnudez ni haber aparecido así en la portada del célebre disco. De hecho, aseguró que no era consciente de sus pechos en ese entonces. Eso sí, no olvida que su fotografía que sigue generando reacciones hasta el día de hoy, no fue compensada como ella quería: "Por cierto, todavía estoy esperando a que Eric Clapton me llame por el caballo", aseguró. 
Por su parte Steve Winwood reconoció que la vorágine de aquella época les hizo obviar lo lógico: Que la portada generaría una tremenda controversia. Winwood ha asegurado que ni él ni ninguno de los integrantes de la banda pensaron por algún segundo las posibles consecuencias y la repercusión de la portada en la historia del Rock and Roll, principalmente porque la idea del concepto de la carátula del álbum era bastante inocente, si se compara con la recepción y la percepción por parte de la opinión pública de aquella época y de años posteriores. Steve Winwood en una entrevista de hecho indicó que "ahora puedo ver lo controvertido que es, porque tengo mis propios hijos".

## Lista de canciones

### Primera edición
1.- "Had to Cry Today" (Steve Winwood) – 8:48
(Grabada en los estudios "Olympic", Londres, el 24 de junio de 1969).
2.- "Can't Find My Way Home" (Steve Winwood) – 3:16
(Grabada en los estudios "Olympic" el 28 de junio de 1969).
3.- "Well All Right" (Norman Petty, Buddy Holly, Jerry Allison, Joe B. Mauldin) – 4:27
(Grabada en los estudios "Morgan", Londres, el 28 de febrero de 1969).
4.- "Presence of the Lord" (Eric Clapton) – 4:50
(Grabada en los estudios "Morgan" el 20 de febrero de 1969).
5.- "Sea of Joy" (Steve Winwood) – 5:22
(Grabada en los estudios "Olympic" el 28 de mayo de 1969).
6.- "Do What You Like" (Ginger Baker) – 15:20
(Grabada en los estudios "Olympic" el 24 de junio de 1969).
- En la primera edición en CD lanzado en 1986 por Polydor, se incluían dos pistas adicionales, "Exchange And Mart" y "Spending All My Days". Estos temas se grabaron para lo que iba a ser el primer álbum en solitario de Ric Grech (que nunca se publicó), acompañado por George Harrison, Denny Laine y Trevor Burton.[4]

### Edición de lujo

#### Disco 1
1. Had to Cry Today (Steve Winwood) – 8:48
2. Can't Find My Way Home (Steve Winwood) – 3:16
3. Well All Right (Petty, Holly, Allison, Mauldin) – 4:27
4. Presence of the Lord (Eric Clapton) – 4:50
5. Sea of Joy (Steve Winwood) – 5:22
6. Do What You Like (Ginger Baker) – 15:18
7. Sleeping in the Ground (Sam Myers) – 2:51
8. Can't Find My Way Home (Versión eléctrica)
9. Acoustic Jam (Tema nunca antes editado)
10. Time Winds (Tema nunca antes editado)
11. Sleeping in the Ground (Slow Blues Version) (Tema nunca antes editado)

#### Disco 2
1. Jam No.1: Very Long & Good Jam (Tema nunca antes editado)
2. Jam No.2: Slow Jam #1 (Tema nunca antes editado)
3. Jam No.3: Change Of Address Jam (Tema nunca antes editado)
4. Jam No.4: Slow Jam #2 (Tema nunca antes editado)

## Miembros
- Steve Winwood - órgano Hammond, teclados, piano, guitarra, bajo, voces
- Eric Clapton - guitarras, voces
- Ric Grech - bajo, violín, voces
- Ginger Baker - batería, percusión.

### En el disco 2 de la edición de lujo
- Steve Winwood - órgano, bajo
- Eric Clapton - guitarra
- Ginger Baker - batería y percusión
- Guy Warner - percusión

### Producción
- Productor: Jimmy Miller
- Ingenieros: George Chkiantz (en "Sea of Joy"), Keith Harwood (en "Had to Cry Today", "Can't Find My Way Home" y                           "Do What You Like"), Andy Johns (en "Can't Find My Way Home", "Well All Right" y "Presence of The Lord"), Alan O'Duffy

(en "Had to Cry Today" y "Do What You Like").
- Mezclas: Andy Johns, Jimmy Miller
- Remasterización: Suha Gur
- Coordinación de la producción: Margaret Goldfarb
- Arreglos: Chris Blackwell, Robert Stigwood